# آسیاب شماره ۱ ایدنک
آسیاب شماره ۱ ایدنک مربوط به سده‌های متاخر دوران‌های تاریخی پس از اسلام است و در شهرستان کهگیلویه، بخش لنده، دهستان طیبی گرمسیری، غرب روستای ایدنک واقع شده و این اثر در تاریخ ۷ خرداد ۱۳۸۷ با شمارهٔ ثبت ۲۲۹۷۲ به‌عنوان یکی از آثار ملی ایران به ثبت رسیده است.